# Orihuela Club de Fútbol
El Orihuela Club de Fútbol es un club de fútbol de España, de la ciudad de Orihuela (Alicante). Fue fundado en 1993 y juega actualmente en Segunda RFEF.

## Historia
A finales de 1992 el presidente del Orihuela Juventud y Deportes, Pedro Albarracín Pina, convino con Francisco González "Polín", presidente del equipo Atlético Orihuela, recién ascendido a Liga Nacional Juvenil de Fútbol, estando presente el concejal de deportes Miguel Ángel Robles acordaron fusionarse en un solo club. Más tarde, el 4 de agosto de 1993, el presidente del Orihuela Juventud y Deportes, Pedro Albarracín, solicitó la unificación de dichos clubes a la federación de futbol de la Comunidad Valenciana, que le permitió a este cambiar el nombre del club, y crear y fundar así el actual Orihuela Club de Fútbol, cuyo primer presidente fue el mismo Pedro Albarracín, que sería relevado más tarde por Gabriela Morante.
El escudo del actual Orihuela Club de Fútbol fue diseñado por ambos fundadores, basándose en el escudo del Sevilla C.F, al que añadió el símbolo de la ciudad de Orihuela, el pájaro del Oriol.
El primer club tenía camiseta de color naranja, fundida en blanco y pantalones cortos, como el ex Orihuela Juventud y Deportes, ya que el histórico de Orihuela Deportiva (fundado en 1944) seguía en competición. Una vez que este desapareció en 1994, el Orihuela CF adoptó sus colores (amarillo y azul) y se convirtió en el primer equipo de la ciudad.
Desde 1993 hasta 1996, el club jugó en Primera Regional. La obtención de la promoción de ascenso a Regional Preferente se consiguió al final de la tercera temporada, tras un gran esfuerzo económico por parte de la directiva. Al final de la temporada 1996-97, el nuevo presidente, Ángel Fenoll, adquirió la plaza del Club Deportivo Los Garres en la Tercera División, Grupo 13 y el Orihuela CF comenzó su nueva era en la categoría nacional del fútbol español.
Fue con Paco Gómez como titular del club que el lateral llegó a Segunda División B por primera vez en su historia en 2002-03, después de haber sido derrotado en varias ocasiones en los play-offs. Sin embargo, una muy mala temporada con el equipo terminó con el descenso otra vez a Tercera División.
En 2003-04 las cosas no cambiaron para mejor, ya que Gómez se convirtió en nuevo propietario del FC Cartagena y centró sus esfuerzos en su nuevo equipo, aunque todavía era presidente del Orihuela CF. Un año más tarde, José Rodríguez Murcia adquirió el club y después de dos temporadas en el cargo el equipo ascendió a Segunda División B. A comienzos de 2008-09, Antonio Pedrera, uno de los copropietarios en ese momento, se hizo cargo del club y se convirtió en el nuevo presidente.
Fernando Presa fue el jefe de la nueva junta directiva, pero cuando él y el resto de sus compañeros tuvieron que pagar la deuda del Orihuela con el fin de evitar el descenso al cuarto nivel, dejaron el club. Con poco tiempo de sobra, la antigua Junta se hizo cargo del club de nuevo y pagó la deuda en la hora última de la fecha límite. Orihuela CF se quedó en Segunda División B y Francisco Rodríguez fue nombrado el nuevo presidente.
Estas cuestiones tienen consecuencias muy negativas para el equipo, ya que la nueva junta directiva tuvo que cancelar algunos de los contratos de alta que Presa había ofrecido a algunos jugadores nuevos y traer nuevas caras, cuando el equipo debería haber estado jugando partidos de pretemporada.
Con la entrada de Francisco Rodríguez se dio paso a una etapa de transición en la que, en colaboración con la Asociación de Aficionados del Orihuela Club de Fútbol (ORIAFI) de reciente creación, se convocaron elecciones a la presidencia del club por primera vez en su historia, con el objetivo de conseguir un presidente democrático y no un dueño, comprador de este.
En el proceso electoral se abrió un plazo de captación de nuevos socios, que acudieron posteriormente a las urnas, para elegir a Antonio Felices como nuevo presidente.
Desde ese momento, Antonio Felices y su junta directiva presidieron el club, obteniendo grandes éxitos deportivos (dos play-off de ascenso consecutivos a Segunda División A, alias Liga Adelante) y reduciendo la deuda del club a través de una gran gestión económica.
La lucha por el mantenimiento del club llegó muy lejos, hasta el punto de llevar a los juzgados a la Federación Española de Fútbol cuando en la temporada 2012-2013 descendió al club a Tercera División por no presentar un aval de 200.000€. Este aval era exigido por la federación a los clubes de tercera categoría nacional que hubiesen tenido, en los años precedentes, denuncias ante la Asociación de Futbolistas Españoles (AFE) por impago a sus jugadores (si bien estas deudas fueron contraídas por las anteriores directivas).
Por tanto, ante la injusticia de esta normativa, el Orihuela Club de Fútbol decidió apelar ante el juzgado que llevaba el concurso de acreedores del club, recurriendo el descenso administrativo y consiguiendo por parte del juez el retorno a la categoría de Segunda División B.
La lucha de esta directiva fue reconocida popularmente, hasta el punto de que, en esa situación crítica, llevaron a cabo una huelga de hambre y encierro de dos semanas, secundada por la afición.
A pesar de todo esto, el Orihuela Club de Fútbol descendió a Tercera División, pero esta vez deportivamente, al acabar la temporada en la 19.ª posición.
En la temporada 2018/2019 volvió a ganar el campeonato nacional de liga de Tercera División en su Grupo VI con una antelación de dos jornadas al final de la competición regular, y tras una bonita lucha por el campeonato con el C.F. La Nucía.
En los playoffs de ascenso a Segunda División B, temporada 2018/19, logró el ascenso al ganar a domicilio en el partido de ida a la Sociedad Deportiva Tarazona por 0-1 con gol de Rafita, y en el partido de vuelta, el día 2 de junio de 2019, celebrado en el estadio de Los Arcos de Orihuela, al ganar 2-1 con goles de José Carlos y Antonio y por parte de la Sociedad Deportiva Tarazona, de Michel Sanz, consiguiendo el ascenso a Segunda División B, seis años después, cuando bajó a Tercera división en la temporada 2012/13.
En la temporada 2022/2023 volvió a ganar el campeonato de Tercera Federación en un último partido que empezó perdiendo por lo que quedaría 2º y acabó remontando contra el ya descendido Silla Club de Fútbol, logrando superar a Atzeneta Unió Esportiva.

## Junta Directiva
PRESIDENTE: Eloy Moreno Ruíz

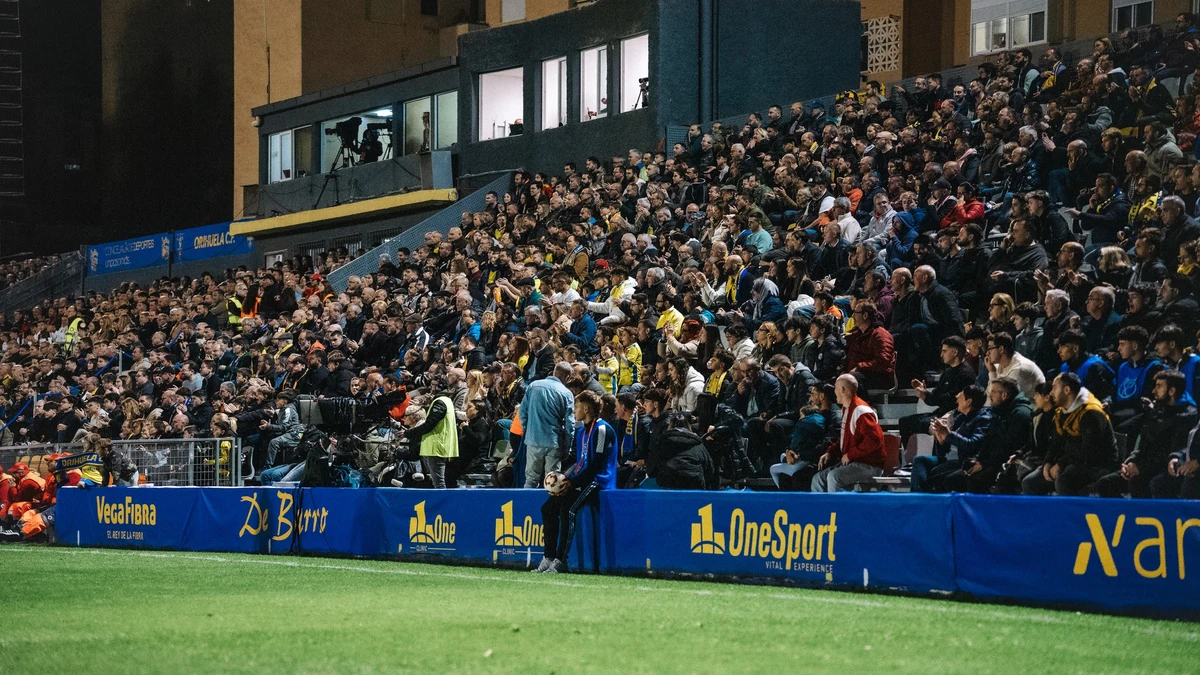
Orihuela - Girona, Copa del Rey

DIRECTOR DEPORTIVO: José Verdú Nicolás "Toché"
SECRETARIO: Antonio Manuel Vicene Mateo
COMUNICACIÓN: Guillermo Vegara Meilleres

## Himno
El himno del Orihuela CF fue compuesto por Carlos Tinez, con letra de José Agustín Rodríguez Gascón y Jorge Antonio Mateo Teruel. La versión oficial fue interpretada por los integrantes del grupo Sweetwave.

## Estadio

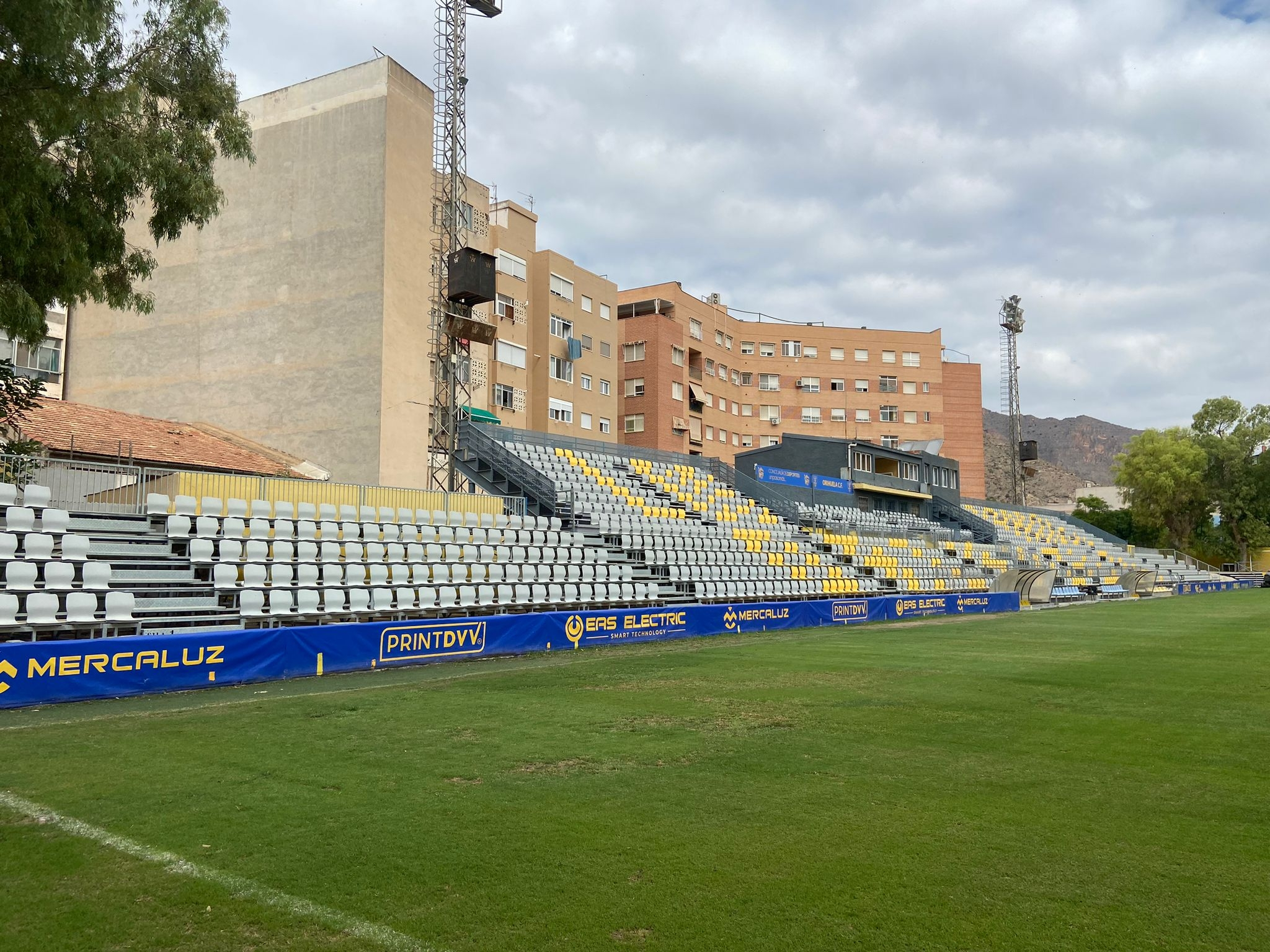
Estadio Municipal Los Arcos

El estadio donde juega el Orihuela CF sus partidos como local es el Estadio Municipal Los Arcos, que como su nombre indica es de propiedad del ayuntamiento.
Fue inaugurado en 1945, y la principal remodelación se produjo en 1990. Tiene capacidad para 4500 espectadores y unas dimensiones de 103 × 65 m.

## Uniforme
- Uniforme titular: Camiseta amarilla, pantalón azul y medias azules. El club heredó los colores del anterior equipo de la ciudad, el Orihuela Deportiva, tras su desaparición en 1994.

| 1993-2019 | 2020 | 2021 |  |

- Uniforme alternativo: Camiseta verde, pantalón verde y medias verdes. La combinación de colores del club varía año tras año, no hay ningún color que predomine sobre otros. Hemos podido apreciar colores como el rosa, granate, celeste y verde. En la temporada 2016/2017, el color de la segunda equipación es gris, con una silueta del pájaro oriol en el pecho. Hace referencia a la camiseta con la que jugaba el Orihuela Deportiva en los años 40. Para la temporada 2019/2020 se utilizó como equipo visitante los colores rosa para la camiseta y negro para pantalón y medias. Para el color de la segunda equipación de la temporada 2023/2024 se optó por blanco y negro.

| 2014-2015 | 2015-16 | 2020 |  |

El actual distribuidor de las equipaciones es la marca Nike.

## Datos del club
- Temporadas en Segunda División: 2 (Orihuela Deportiva temporada Segunda División de España 1952-53 y Segunda División de España 1990-91).
- Temporadas en Segunda División B: 10 (42 contando con Orihuela Deportiva Club de Fútbol).
- Temporadas en Tercera División: 14 (29 contando con Orihuela Deportiva Club de Fútbol).
- Temporadas en Divisiones regionales: 4 (5 contando con Orihuela Deportiva Club de Fútbol)
- Mejor puesto en la liga: 5.º (Segunda División de España temporada 1990-1991).
- Peor puesto en la liga: 8.º (Tercera División de España temporada 2015-2016).

### Posiciones al finalizar las Temporadas
- 1993/1994: Regional
- 1994/1995: Regional
- 1995/1996: Regional
- 1996/1997: Regional
- 1997/1998: Tercera División: 7.º Puesto
- 1998/1999: Tercera División: 1.º Puesto
- 1999/2000: Tercera División: 4.º Puesto
- 2000/2001: Tercera División: 2.º Puesto
- 2001/2002: Tercera División: 1.º Puesto - Ascenso
- 2002/2003: Segunda División B: 20.º Puesto - Descenso
- 2003/2004: Tercera División: 5.º Puesto
- 2004/2005: Tercera División: 5.º Puesto
- 2005/2006: Tercera División: 1.º Puesto - Ascenso
- 2006/2007: Segunda División B: 7.º Puesto
- 2007/2008: Segunda División B: 5.º Puesto
- 2008/2009: Segunda División B: 11.º Puesto
- 2009/2010: Segunda División B: 8.º Puesto
- 2010/2011: Segunda División B: 4.º Puesto
- 2011/2012: Segunda División B: 2.º Puesto
- 2012/2013: Segunda División B: 19.º Puesto - Descenso
- 2013/2014: Tercera División: 3.º Puesto - Eliminado en la última eliminatoria de la eliminatoria de ascenso
- 2014/2015: Tercera División: 5.º Puesto
- 2015/2016: Tercera División: 7.º Puesto
- 2016/2017: Tercera División: 5.º Puesto
- 2017/2018: Tercera División: 3.º Puesto - Eliminado en la última eliminatoria de la eliminatoria de ascenso
- 2018/2019: Tercera División: 1.º Puesto - Ascenso
- 2019/2020: Segunda División B: 20.º puesto - Liga interrumpida por pandemia COVID-19 (sin ascensos ni descensos)
- 2020/2021: Segunda División B: 7.º puesto - Descenso a Tercera División RFEF (quinta categoría tras la reestructuración del fútbol español)
- 2021/2022: Tercera RFEF: 5.º Puesto
- 2022/2023: Tercera RFEF: 1.º Puesto - Ascenso a Segunda Federación 2023-24
- 2023/2024: Segunda RFEF: 4.º Puesto - Eliminado en la última eliminatoria de la eliminatoria de ascenso
- 2024/2025: Segunda RFEF: 10.º Puesto

## Entrenadores

### Cuerpo técnico
- Entrenador: José Francisco Grao García
- Segundo entrenador: Blas Torá de Dios
- Preparador físico: Jorge López Navarro
- Entrenador de porteros: Paco Herrero
- Fisioterapeuta: Ángel Sanz
- Jefe de servicios médicos: Roberto Muñoz
- Delegado de Equipo: Salvador Álvarez
- Delegado de Campo: José Gómez Barber
- Jefe de prensa: Asun Candela
- Utillero: Fran Zapata

## Palmarés

### Torneos nacionales
- Tercera División de España (7): 1952,1989,1999, 2002, 2005, 2006, 2019
- Segunda División B de España (1): 1989-90
- Tercera Federación (1): 2023